# Elena di Auxerre
Elena di Auxerre (... – Auxerre, V secolo) fu una martire franca.
Il biografo del vescovo S. Amatore, Stefano l'Agricano, riporta che Elena si trovava tra i fedeli riuniti in chiesa quando questo vescovo morì, il 1º maggio del 418. Da questo si deduce che nel 575, quando Stefano scrisse la vita di S. Amatore, il suo culto era consolidato ad Auxerre.